# IBM 3270

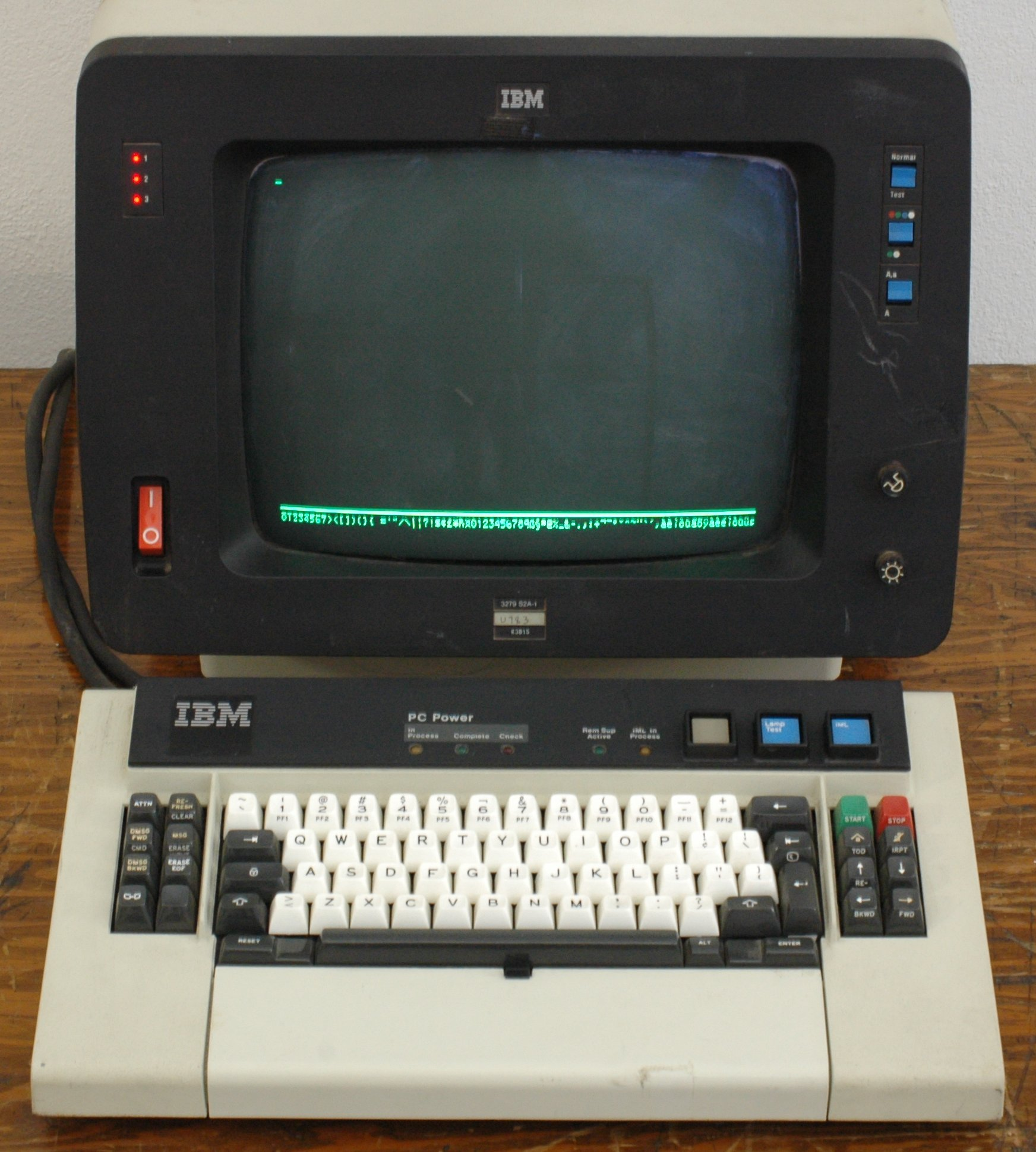
Farbterminal IBM 3279 mit Konsolentastatur (1979)

3270 ist die Bezeichnung für eine Serie von Terminals der Firma IBM. Die Bildschirmterminals wurden im Jahr 1971 der Öffentlichkeit vorgestellt und waren ab 1972 verfügbar. Sie ersetzten die bis dahin üblichen Schreibmaschinenterminals mit Endlospapier als Ausgabemedium. Neben der Hardware bezeichnet die Zahl 3270 auch das Protokoll, das zur Übertragung der Daten bei diesem Terminal verwendet wird.

## Geschichte
Das Modell 3270 ermöglichte es, in großem Stil Online-Anwendungen einzuführen. Der Bildschirm konnte programmtechnisch formatiert, Ein- und Ausgabefelder definiert werden. Nach einer Benutzeraktion mussten nur die geänderten Daten übermittelt werden. Die Eingaben der Benutzer wurden im Gerät oder in einer Steuereinheit gepuffert und erst nach Betätigen der Enter-Taste oder einer Funktionstaste an den Zentralrechner übermittelt.
Die ersten 3270-Modelle waren monochrom und unterstützten Texte mit einfacher oder doppelter Helligkeit. Daneben konnten Felder ohne sichtbaren Text (beispielsweise zur Eingabe von Passwörtern) definiert werden. Später wurden auch Farbbildschirme (8 Farben), inverse Darstellung, unterstrichener und blinkender Text unterstützt. Die Anzahl der Funktionstasten wurde von 12 auf 24 erhöht, und neben den Standardmodellen mit einer Auflösung von 24 × 80 Zeichen entstanden solche mit 32 × 80, 43 × 80 und 27 × 132 Zeichen. Spezielle Modelle unterstützten auch Vektorgrafik und den APL-Zeichensatz. Einige Hersteller, beispielsweise HOB oder Attachmate, bauten zum IBM 3270 kompatible Terminals.
Die Programmierung von 3270-Anwendungen in Assemblersprache war sehr aufwändig. Als Erleichterung dienten bei IMS der Message Format Service, bei CICS der Basic Mapping Support (BMS) und bei TSO/ISPF die Panel-Definitionen. Zur Erstellung von Grafiken bietet die Software Graphical Data Display Manager eine entsprechende Programmierschnittstelle.

## Heute
Heute sind kaum noch Terminals im Einsatz. Vereinzelt existieren aber immer noch Einsatzgebiete, in denen das Terminal einem PC vorgezogen wird. Die meisten der heute noch verbliebenen 3270-Anwendungen verwenden einen Terminal-Emulator auf einem PC. Von IBM selbst gab es dazu den IBM 3270 PC – einen gewöhnlichen IBM PC XT mit Hardware zur Emulation eines 3270, wozu eine spezielle Grafikkarte sowie eine PC/3270-Tastatur gehörten. Für Windows existieren beispielsweise Hummingbird HostExplorer, IBM Personal Communications, Attachmate Extra! oder Reflection, INTRA-SYS All in One 3270 oder HOBLink 3270 beziehungsweise TerminalEdition.
Die auf Java basierende Software Host On-Demand (HOD) wird von IBM selbst angeboten. Sie besteht aus einem Java-Applet, das in einem Webbrowser eine 3270-Sitzung aufbaut. Neben Bildschirm- ist auch die Drucker-Emulation möglich.
Für den Heimanwender, der beispielsweise auf einen tn3270-Service zugreifen möchte (vor allem im Bereich amerikanischer Bibliotheken noch üblich) oder mittels Hercules einen Großrechner emuliert, existiert für Unix-artige Systeme der CLI-Terminal c3270, sowie ein X11-Terminal x3270, der noch zusätzliche Funktionen für Skripte enthält. Mit Vista TN3270 existiert eine günstige Lösung für Windows.
Auch zLinux unterstützt Zugang über 3270-Terminals.
Das Übertragungsprotokoll war ursprünglich BTAM, später VTAM. Heute wird TCP/IP verwendet. Weiterhin kommt eine spezielle Telnet-Variante, tn3270, zum Einsatz.